# Эль-Тартер
Эль-Тартер (кат. El Tarter) — деревня в Андорре, на территории общины Канильо. Расположена в северо-восточной части страны, на берегу реки Валира-дель-Орьен, между деревнями Сольдеу (на востоке) и Рансоль (на западе).
Население деревни по данным на 2014 год составляет 747 человек.
Динамика численности населения:
| 2007 | 2008 | 2009 | 2010 | 2011 | 2012 | 2013 | 2014 | 2023 |
| ---- | ---- | ---- | ---- | ---- | ---- | ---- | ---- | ---- |
| 1294 | 1384 | 1454 | 1527 | 958  | 722  | 726  | 747  | 1003 |